# ای‌آرام باجا کالیفرنیا
ای‌آرام باجا کالیفرنیا (به انگلیسی: ARM Baja California) یک کشتی است که طول آن ۲۸۲ فوت ۲ اینچ (۸۶٫۰۰ متر) می‌باشد.